# Itatiella ulei
Itatiella ulei é uma espécie de planta do gênero Itatiella e da família Polytrichaceae.

## Taxonomia
Os seguintes sinônimos já foram catalogados:
- Polytrichum ulei  Broth.
- Psilopilum ulei  Broth. ex Müll. Hal.

## Forma de vida
É uma espécie terrícola e presente em tufos. Seus esporos são pequenos ou médios, possuindo báculos, processos alongados, clavas e pilos na superfície.

## Conservação
A espécie faz parte da Lista Vermelha das espécies ameaçadas do estado do Espírito Santo, no sudeste do Brasil. A lista foi publicada em 13 de junho de 2005 por intermédio do decreto estadual nº 1.499-R.

## Distribuição
A espécie é endêmica do Brasil e encontrada nos estados brasileiros de Espírito Santo, Minas Gerais, Paraná, Rio de Janeiro e São Paulo. A espécie é encontrada no domínio fitogeográfico de Mata Atlântica, em regiões com vegetação de campos de altitude e floresta ombrófila pluvial.